# Източен черно-бял колобус
Източните черно-бели колобуси (Colobus guereza) са вид бозайници от семейство Коткоподобни маймуни (Cercopithecidae).

## Разпространение
Разпространени са в северната част на Централна Африка, от Камерун до Етиопия, като предпочитат гористи местности.

## Хранене
Активни са през деня и живеят главно по дърветата, като се хранят предимно с листа, но също и със семена, плодове и членестоноги.

## В България
В България черно-бели колобуси може да бъдат видени в Софийския зоопарк.